# Tuvaphantes insolitus
Espèce
Synonymes
- Dendryphantes insolitus Logunov, 1991

Tuvaphantes insolitus est une espèce d'araignées aranéomorphes de la famille des Salticidae.

## Distribution
Cette espèce est endémique du Touva en Russie,.

## Description
La carapace du mâle décrit par Logunov en 1993 mesure 2,45 mm de long sur 1,73 mm et l'abdomen 2,30 mm de long sur 1,80 mm.

## Publication originale
- Logunov, 1991 : The spider family Salticidae (Aranei) from Touva I. Six new species of the genera Sitticus, Bianor, and Dendryphantes. Zoologicheskiĭ Zhurnal, vol. 70, no 6, p. 50-60.